# 38A busz (Győr)
A győri 38A jelzésű autóbusz a Révai Miklós utca és az Ipari Park, Almafa utca, Czompa Kft. között közlekedik. A járatot a Volánbusz üzemelteti.

## Közlekedése
Csak munkanapokon közlekedik, a reggeli csúcsidőben a Révai Miklós utca, míg a délutáni csúcsidőben az Ipari Park felé.

## Útvonala
| Ipari Park, Almafa utca, Czompa Kft. felé | Révai Miklós utca felé |
| --- | --- |
| Révai Miklós utca – Révai Miklós utca – Városház tér – Szent István út – Baross Gábor híd – Baross Gábor út – Wesselényi utca – Bartók Béla út – Szigethy Attila út – Tihanyi Árpád út – Jereváni út – József Attila utca – Tatai út – Tibormajori út – Ipari Park, Almafa utca, Czompa Kft. | Ipari Park, Almafa utca, Czompa Kft. – Tibormajori út – Tatai út – József Attila utca – Jereváni út – Tihanyi Árpád út – Szigethy Attila út – Bartók Béla út – Hunyadi utca – Baross Gábor híd – Szent István út – Gárdonyi Géza utca – Révai Miklós utca – Révai Miklós utca |

## Megállóhelyei
Az átszállási kapcsolatok között az Ipari Park központját is érintő 38-as busz nincs feltüntetve!
| 0  | Révai Miklós utca végállomás                                     | 25 | 1, 1A, 2, 5, 5B, 5R, 6, 7, 8, 8B, 9, 9A, 11, 12, 12A, 14, 14B, 15, 15A, 17, 17B, 19, 19A, 21, 21B, 22, 22A, 22B, 22Y, 29, 30, 30A, 30B, 30Y, 31, 31A, 37, 42, CITY Távolsági járatok S10 G10 , IC, InterRégió, EC, EN, ER, gyorsvonat, expresszvonat, | Győr Helyi autóbusz-állomás, Bisinger József park, Posta, Városháza, Kormányablak |
| ∫  | Gárdonyi Géza utca                                               | 24 | 6, 7, 8, 8B, 10, 11, 11Y, 12, 12A, 14, 14B, 15, 15A, 30, 30A, 30B, 30Y, 31, 31A, 42, CITY | Győr-Moson-Sopron Vármegyei Kereskedelmi és Iparkamara, GYSZSZC Deák Ferenc Közgazdasági Szakgimnáziuma, Révai Parkolóház, Bisinger József park |
| 1  | Városháza (↓) Baross Gábor híd, belvárosi hídfő (↑) Városközpont | 22 | 1, 1A, 2, 5, 5B, 5R, 6, 7, 8, 8B, 9, 9A, 11, 12, 12A, 14, 14B, 15, 15A, 17, 17B, 19, 19A, 21, 21B, 22, 22A, 22B, 22Y, 29, 30, 30A, 30B, 30Y, 31, 31A, 37, 42, CITY Távolsági járatok S10 G10 , IC, InterRégió, EC, EN, ER, gyorsvonat, expresszvonat, | Győr Városháza, 2-es posta, Honvéd liget, Révai Miklós Gimnázium, Földhivatal, Megyeháza, Győri Törvényszék, Büntetés-végrehajtási Intézet, Richter János Hangverseny- és Konferenciaterem, Vízügyi Igazgatóság, Zenés szökőkút, Bisinger József park, Kormányablak |
| ∫  | Bartók Béla út, Kristály étterem                                 | 20 | 5, 5B, 5R, 6, 7, 9, 9A, 17, 17B, 19, 19A, 21, 21B | Helyközi autóbusz-állomás, Leier City Center |
| 3  | Roosevelt utca (Bartók-emlékmű)                                  | 19 | 5, 5B, 5R, 6, 7, 9, 9A, 17, 17B, 19, 19A, 21, 21B | Gárdonyi Géza Általános Iskola, Attila utcai Óvoda |
| 4  | Bartók Béla út, vásárcsarnok                                     | 18 | 5, 5B, 5R, 6, 7, 9, 9A, 17, 17B, 19, 19A, 21, 21B | Vásárcsarnok, Dr. Kovács Pál Könyvtár, Vármegyei Rendőr-főkapitányság, Mosolyvár Óvoda |
| 6  | Szigethy Attila út, könyvtár                                     | 17 | 7, 9, 9A, 17, 17B, 19, 19A, 20Y | Dr. Kovács Pál Könyvtár és Közösségi Tér, Kossuth Zsuzsanna Leánykollégium, TESCO, Vásárcsarnok, Győr-Moson-Sopron Vármegyei Rendőr-főkapitányság |
| 8  | Tihanyi Árpád út, kórház                                         | 15 | 2, 2B, 11, 11Y, 14, 14B, 25, 32, 34, 36, 37 | Petz Aladár Egyetemi Oktató Kórház, Vuk Óvoda, Fekete István Általános Iskola, Kassák úti Bölcsőde |
| 10 | Tihanyi Árpád út, adyvárosi tó                                   | 13 | 2, 2B, 6, 7, 17, 17B, 20, 26, 41 | Győr Plaza, Adyvárosi tó, PENNY MARKET |
| 12 | Jereváni út, posta                                               | 12 | 2, 2B, 6, 7, 17, 17B, 20, 26, 41 | Szabadhegyi Magyar-Német Két Tanítási Nyelvű Általános Iskola és Gimnázium, Lepke utcai Óvoda, Posta |
| 13 | Jereváni út, József Attila utca                                  | 11 | 6, 7, 17, 17B, 26 | Szent Anna templom |
| 14 | Templom utca                                                     | 10 | 7, 17, 17B, 26 | Szent Anna templom, József Attila Művelődési Ház, Móra Ferenc Óvoda, Móra park, Radó Tibor Általános Iskola |
| 15 | Venyige utca                                                     | 9  | 7, 17, 17B, 26 | Kodály Zoltán Általános Iskola, Tárogató Óvoda |
| 16 | Varga Katalin utca                                               | 8  | 7, 17, 17B, 26 | |
| 17 | Kakashegy utca                                                   | 7  | 7, 17, 17B, 26 | |
| 19 | Tatai út, trafóház                                               | 5  | 15, 25, 26, 28 | |
| 22 | Ipari Park, E.ON Zrt.                                            | 2  | 15, 25, 26, 28 | |
| 23 | Ipari Park, Szinflex Plus Kft.                                   | 1  | 15, 25, 26, 28, 30Y | |
| 24 | Ipari Park, Almafa utca, Czompa Kft. végállomás                  | 0  | 15, 25, 26, 28, 30Y | |